# Monte Jozarcu

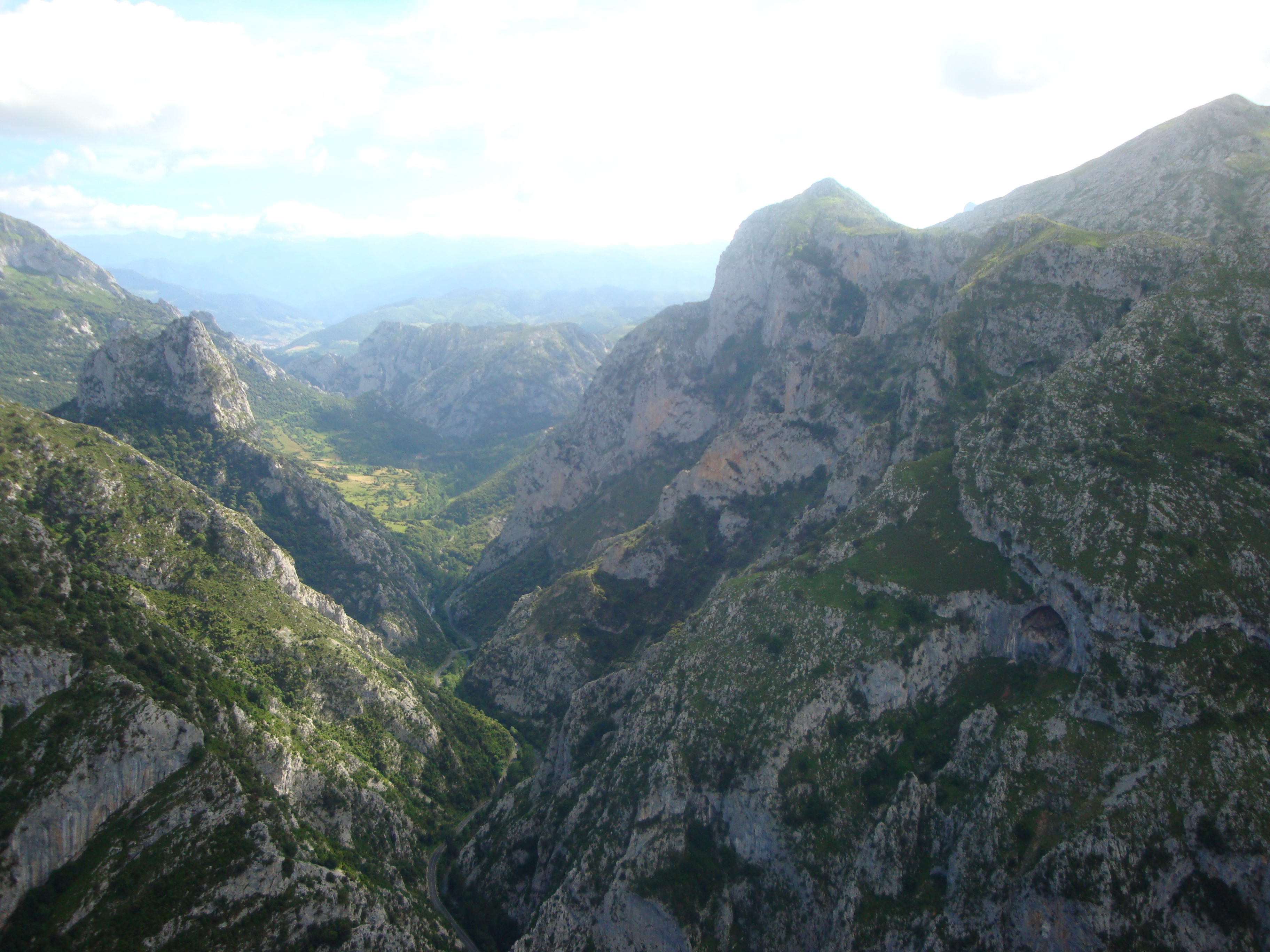
Vista del desfiladero de La Hermida desde el mirador.

El monte Jozarcu o pica de la Puertas es una montaña perteneciente al municipio cántabro de Peñarrubia, en España. Tiene una altitud de 753,9 m s. n. m. Destaca porque tiene tres de los mayores atractivos turísticos del municipio: la Bolera de los Moros, una fortaleza altomedieval; el mirador de Jozarcu, con buenas vistas del desfiladero de La Hermida, y un pequeño templo religioso: la ermita de Santa Catalina, que a veces se emplea como referencia para nombrar al monte y al mirador, de los siglos XVII-XVIII. 
Se accede a su cima (donde está el mirador y la Bolera de los Moros) mediante una carretera procedente de Piñeres y que atraviesa un bonito bosque con algunos árboles autóctonos del norte de España. Dicha carretera también pasa por la ermita. En esta montaña también existen grabados rupestres en un abrigo rocoso.